# Atherington (Devon)
Atherington – wieś w Anglii, w hrabstwie Devon, w dystrykcie North Devon.